# フィリッポ1世 (パルマ公)

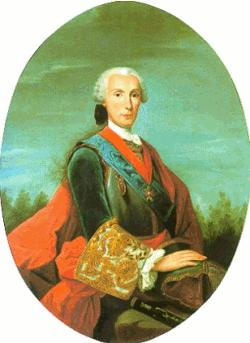
パルマ公フィリッポ

フィリッポ・ディ・ボルボーネ（Filippo di Borbone, 1720年3月15日 - 1765年7月18日）は、パルマ公（在位：1748年 - 1765年）。ブルボン＝パルマ家の祖。スペイン王フェリペ5世と2番目の王妃エリザベッタ・ファルネーゼの三男（第4子）。カルロス3世の同母弟。スペイン名はフェリペ（Felipe de Borbón）

## 生涯
パルマ公にはかつてフィリッポの兄カルロスが1731年から1735年まで就いていたが、オーストリア継承戦争の結果、1748年のアーヘンの和約でスペイン・ブルボン家はパルマ公国を再び獲得し、フィリッポがパルマ公となった。

## 家族
従兄であるフランス王ルイ15世とマリー・レクザンスカの長女ルイーズ・エリザベート（ルイーザ・エリザベッタ）と1739年に結婚し、1男2女をもうけた。
- マリア・イザベラ（1741年 - 1763年）　オーストリア大公ヨーゼフ（後の神聖ローマ皇帝ヨーゼフ2世）妃
- フェルディナンド（1751年 - 1802年）　パルマ公、妃はヨーゼフ2世の妹マリア・アマーリア
- マリア・ルイーザ（1751年 - 1819年[3]）　スペイン王カルロス4世妃